# Marcela Vašínová
Marcela Vašínová, née le 30 mai 1989 à Chudčice, est une coureuse de fond tchèque spécialisée en skyrunning. Elle est championne du monde de kilomètre vertical et de SkyMarathon 2020.

## Biographie
Marcela s'essaie à la compétition de course à pied une première fois en 2013, sans succès. Équipée de chaussures mal adaptées, elle est victime d'ampoules aux pieds. Cela ne la décourage pas et elle s'achète des chaussures de course pour recommencer mais principalement comme loisir. En 2016, elle déménage en Autriche à Salzbourg afin d'être plus près des montagnes. Elle en profite pour se mettre plus sérieusement à la course à pied. En 2018, elle participe à son premier trail, le Weissee Gletscherwelt Trail de 30 kilomètres couru en marge du Grossglockner Ultra-Trail. À sa propre surprise, elle se retrouve en tête de la course. Elle est victime de crampes en fin de course mais s'accroche pour remporter la victoire,.
En 2019, elle prend part à la Skyrunner Austria Series et aligne les podiums. Ses bons résultats ne passent pas inaperçus et Samuel Straka, le président de la Czech Skyrunning Association, la sélectionne pour les championnats d'Europe de skyrunning. Elle se classe sixième du kilomètre vertical puis quatrième de la SkyRace, ce qui lui permet de remporter le classement combiné des deux épreuves. Elle s'adjuge le classement de la Skyrunner Austria Series, en battant l'Allemande Eva Sperger. Elle se révèle sur la scène internationale en terminant deuxième de la Pirin Ultra SkyRace puis en effectuant une solide course lors de la finale de la Skyrunner World Series pour décrocher la troisième marche du podium derrière Denisa Dragomir et la championne Sheila Avilés.
En 2020, elle profite de la pandémie de Covid-19 pour s'illustrer sur le peu de courses courues en été. Inscrite à la dernière minute au Swiss Alpine Marathon, elle crée la sensation en menant la course et en s'imposant avec vingt minutes d'avance sur la traileuse Kathrin Götz. Le 21 août, elle s'impose sur le Matterhorn Ultraks Extreme en 4 h 11 min 12 s, établissant un nouveau record du parcours.
Le 5 juin 2021, elle prend part aux championnats de Tchéquie d'Ultra Sky courus dans le cadre du Lysohorský UltraTrail. Menant les débats, elle s'impose aisément en battant de plus de vingt minutes la tenante du titre Petra Ševčíková. Le 9 juillet, elle prend le départ du kilomètre vertical des championnats du monde de skyrunning à La Vall de Boí. Survolant les débats, elle s'impose en 41 min 0 s, battant de plus de deux minutes sa plus proche rivale Oihana Kortazar et décroche le titre mondial. Partie sur un rythme tranquille dans l'épreuve du SkyMarathon, elle hausse le rythme en milieu de course et rattrape le groupe de tête. Alors que la meneuse Blandine L'Hirondel jette l'éponge, victime d'une douleur à la cheville, Marcela profite de la fin de parcours plus technique pour prendre la tête et s'offrir le doublé.

## Palmarès en skyrunning
| no  | féminin            | Course                                                   | Longueur | Départ                       | Temps            |
| --- | ------------------ | -------------------------------------------------------- | -------- | ---------------------------- | ---------------- |
| 31e | Médaille d'argent  | Hochkönig SkyRace                                        | 30 km    | 2 juin 2019                  | 3 h 55 min 27 s  |
| 2e  | Médaille d'or      | Mozart 100 Marathon                                      | 41 km    | 15 juin 2019                 | 4 h 19 min 29 s  |
| 31e | Médaille d'or      | Mayrhofen Zillertal Ultraks Long                         | 54 km    | 22 juin 2019                 | 6 h 27 min 28 s  |
| 51e | 6e                 | Championnats d'Europe de skyrunning - Kilomètre vertical | 3,4 km   | 5 septembre 2019             | 47 min 40 s      |
| 50e | 4e                 | Championnats d'Europe de skyrunning - SkyRace            | 31 km    | 7 septembre 2019             | 3 h 36 min 33 s  |
| 18e | Médaille d'argent  | Pirin Ultra SkyRace                                      | 68 km    | 22 septembre 2019            | 9 h 40 min 1 s   |
| 31e | Médaille de bronze | SkyMasters                                               | 27 km    | 19 octobre 2019              | 3 h 51 min 35 s  |
| 20e | Médaille d'argent  | Championnats de Tchéquie de skyrunning - Ultra Sky       | 67 km    | 6 juin 2020                  | 7 h 48 min 26 s  |
| 14e | Médaille d'or      | Mayrhofen Zillertal Ultraks Middle                       | 30 km    | 22 juin 2020                 | 3 h 8 min 55 s   |
| 14e | Médaille d'or      | Swiss Alpine Marathon                                    | 68 km    | 25 juillet 2020              | 6 h 59 min 12 s  |
| 12e | Médaille d'or      | Matterhorn Ultraks Extreme                               | 25 km    | 21 août 2020                 | 4 h 11 min 12 s  |
| 49e | 7e                 | Golden Trail Championship                                | 111 km   | 29 octobre-1er novembre 2020 | 11 h 43 min 36 s |
| 11e | Médaille d'or      | Championnats de Tchéquie de skyrunning - Ultra Sky       | 67 km    | 5 juin 2021                  | 7 h 8 min 2 s    |
| 37e | 5e                 | Marathon du Mont-Blanc                                   | 38 km    | 4 juillet 2021               | 4 h 14 min 46 s  |
| 18e | Médaille d'or      | Championnats du monde de skyrunning - Kilomètre vertical | 2,8 km   | 9 juillet 2021               | 41 min 0 s       |
| 17e | Médaille d'or      | Championnats du monde de skyrunning - SkyMarathon        | 42 km    | 11 juillet 2021              | 4 h 50 min 24 s  |
| 59e | Médaille d'argent  | DoloMyths Run                                            | 21 km    | 18 juillet 2021              | 2 h 15 min 32 s  |
| 11e | Médaille d'or      | Tatra SkyMarathon                                        | 40 km    | 24 juillet 2021              | 5 h 2 min 8 s    |
| 86e | 6e                 | Sierre-Zinal                                             | 31 km    | 7 août 2021                  | 3 h 3 min 55 s   |
| 22e | Médaille d'or      | Hochkönig SkyRace                                        | 31,6 km  | 4 juin 2022                  | 4 h 13 min 0 s   |
| 42e | 5e                 | Marathon du Mont-Blanc                                   | 42 km    | 26 juin 2022                 | 4 h 24 min 35 s  |
| 35e | 6e                 | Championnats d'Europe de trail                           | 47,39 km | 2 juillet 2022               | 4 h 29 min 29 s  |
| 31e | Médaille d'argent  | Trophée Kima                                             | 52 km    | 28 août 2022                 | 7 h 58 min 35 s  |
| 26e | Médaille d'argent  | Calamorro Skyrace                                        | 27 km    | 29 avril 2023                | 3 h 24 min 47 s  |
| 13e | Médaille d'or      | Minotaur SkyRace                                         | 33,5 km  | 24 juin 2023                 | 5 h 1 min 56 s   |
| 13e | Médaille d'or      | Verbier Marathon                                         | 42 km    | 8 juillet 2023               | 5 h 29 min 12 s  |
| 29e | Médaille de bronze | Royal Ultra Sky Marathon                                 | 55 km    | 30 juillet 2023              | 8 h 55 min 7 s   |
| 14e | Médaille de bronze | TransLantau 50                                           | 50 km    | 11 novembre 2023             | 6 h 24 min 46 s  |
| 11e | Médaille d'argent  | Inthanon SkyRace                                         | 32 km    | 5 octobre 2024               | 4 h 7 min 20 s   |
| 7e  | Médaille de bronze | Kailas Penang Skyrace                                    | 42 km    | 2 novembre 2024              | 5 h 53 min 57 s  |
| 44e | Médaille de bronze | Swiss Canyon Trail - 51K                                 | 52,7 km  | 7 juin 2025                  | 5 h 25 min 26 s  |

## Palmarès en ski-alpinisme
- 2022
  -  sur la vertical race de Flaine (Coupe du monde)
- 2023
  -  de la course individuelle aux championnats de Tchéquie
- 2025
  -  de l'Adamello Ski Raid (avec Bianca Somavilla)